# ويكيبيديا الكورسيكية

لقطة شاشة من الصفحة الرئيسية لموسوعة ويكيبيديا الكورسيكية.

ويكيبيديا الكورسيكية أو ويكيبديا الكورسية، (الكورسيكية: Corsipedia)، هي إصدار باللغة الكورسيكية لموسوعة ويكيبيديا ضمن مشروع ويكيميديا، ذات نظام كتابة لاتيني ورمز كودها الويكيبيدي معرَّف ب(co).
واللغة الكورسيكية أو الكورسية (بالكورسية Corsu)) هي لغة رومانسية متكلمة في جزيرة كورسيكا و شمال جزيرة سردينية. الكورسية هي اللغة الأصلية التقليدية للقرشقيين، وكانت لمدة طويلة اللّغة الوحيدة للجزيرة.

## أرقام وإحصاءات
في 9 نونبر 2015، كانت ويكيبديا الكورسيكية تحتوى على 5,165 مقالة، و364,741 تعديل و 10,290 مستخدم مسجل بينهم 24 مستخدما نشيطا فقط، وإداريان، وتم تحميل 64 ملفا فيها، وتحتل المرتبة 68 في العمق.
| عدد المستخدمين المسجلين | عدد المستخدمين النشيطين | عدد المقالات | صفحات المحتوى | عدد التعديلات | عدد الملفات المرفوعة | عدد الإداريين |
| ----------------------- | ----------------------- | ------------ | ------------- | ------------- | -------------------- | ------------- |
| 25٬038                  | 37                      | 8٬480        | 17٬824        | 396٬254       | 0                    | 2             |